# Pangani (Schiff)
Viermastbark PANGANI im Schlepp

Link zum Bild

Die Pangani war eine Viermastbark der deutschen Reederei F. Laeisz (Hamburg) und gehörte zu den bekannten Schiffen der Reederei, den sogenannten Flying P-Linern.
Sie war die erste einer Serie von acht Viermastbarken der Reederei, die sich als die wirtschaftlichsten Großsegler in ihrer Zeit erwiesen. In einem Zeitraum von 23 Jahren wurden die „acht Schwestern“: Pangani (1903), Petschili (1903), Pamir (1905), Peking (1911), Passat (1911), Pola (1918), Priwall (1920) und Padua (1926; heute Krusenstern) gebaut. Obwohl nicht alle nach den gleichen Plänen konstruiert waren, war ihr Aussehen fast identisch. Die Segler zeichneten sich durch ihre Robustheit, hohe Geschwindigkeit und ihre Zuverlässigkeit aus.
Im Januar 1913 sank die Pangani im Ärmelkanal nach einem Zusammenstoß mit dem französischen Dampfer Phryné, wobei 30 der 34 Mann Besatzung ums Leben kamen.

## Geschichte
Die Pangani wurde auf der Werft Joh. C. Tecklenborg in Geestemünde als dritte Viermastbark für die Reederei Laeisz als Dreiinselschiff mit 3.054 BRT aus Stahl gebaut und lief im Januar 1903 vom Stapel. Ihre Jungfernfahrt trat sie unter Kapitän Julius Schmidt (1868-um 1930) an. Am 14. April passierte sie den vor der englischen Grafschaft Kent gelegenen Leuchtturm von Dungeness und erreichte am 15. Juni 1903 Valparaíso (Chile) nach 61 Tagen. Wie die meisten Schiffe der Laeisz-Flotte wurde sie auf der Salpeterfahrt nach Chile eingesetzt, die sie ausschließlich befuhr.
Nach vier Rundreisen – Kanal-Chile und zurück – unter Kapitän Schmidt übernahm Kapitän Wilhelm F.M. Junge (1868–1913) 1907 die Schiffsführung, der weitere acht Rundreisen erfolgreich durchführte.
Am 27. Januar 1913 trat die Pangani, voll beladen mit Zement, Koks und Stückgut (holländischem Tongeschirr, Glasware und Kornhandmühlen) ihre 13. Reise von Antwerpen nach Chile an. Im Ärmelkanal nördlich von Kap La Hague, um Mitternacht wurde sie von dem französischen 2.817-BRT-Dampfer Phryné aus Bordeaux auf Höhe des Fockmasts gerammt. Viele der Seglerbesatzung wurden durch den Aufprall in die See geschleudert. Kapitän Junge ließ noch die Segel fieren, um die Masten, von denen die Wanten gerissen waren, zu entlasten; außerdem gab er Befehl, die Rettungsboote klarzumachen. Auch Kapitän Briend der Phryné ließ die Rettungsboote aussetzen und die Matrosen warfen Rettungsringe aus. Die Pangani sank innerhalb von zehn Minuten. Nur vier Mann der Pangani-Besatzung wurden gerettet, der 1. Offizier, zwei Matrosen und der Schiffsjunge. Die Phryné setzte mit eingedrücktem Bug ihre Fahrt nach Le Havre fort, um dort mehrere Monate lang im Trockendock instand gesetzt zu werden.
Am 23. Mai 1913 trat das Seeamt in Hamburg zusammen, um das Unglück zu untersuchen. Nach Befragungen der Überlebenden der Pangani und der Besatzung des Dampfers Phryné kam das Seeamt zu dem Schluss, dass der Unfall von der Führung des Dampfers verschuldet worden war, insbesondere weil der Ausguck des Dampfers nicht besetzt war. Dies war ein Verstoß gegen die Seestraßenordnung, der besonders schwer wog, da sich die Schiffe in einem belebten Fahrwasser befanden. Kapitän Briend der Phryné gab zu, dass aufgrund der geringen Besatzungsstärke des Schiffes die Nichtbesetzung des Ausgucks vorherrschende Gewohnheit auf dem Dampfer war. Nach Einschätzung des Seeamtes: „Der ganze Betrieb auf dem Dampfer lässt die - im Interesse der Sicherheit der Schifffahrt - zu fordernde straffe Ordnung vermissen“. Der Aussage des Kapitäns Briend, wonach die Positionslampen der Pangani infolge eines Segelmanövers durch die Segel verdeckt waren und dadurch die große Bark für die Phryné in der Dunkelheit nicht früh genug zu erkennen war, schloss sich das Seeamt nicht an. Aus den vorstehenden Gründen legte das Seeamt der Führung des Dampfers Phryné die alleinige Schuld an dem Unfall zur Last. Nach der Seestraßenordnung hatte der Dampfer dem Segler auszuweichen. Der Dampfer Phryné war dieser Verpflichtung nicht nachgekommen.
Das Wrack der Pangani liegt in 70 m Tiefe auf Position 50° 1′ 18″ N, 1° 47′ 38″ W und ist hinter dem Bug in zwei Teile zerbrochen. Durch Auffinden der Schiffsglocke konnte es im September 2007 identifiziert werden.
Der Untergang der Pangani reiht sich ein in die Verluste der Vier- und Fünfmastschiffe der Reederei Laeisz: der Preußen 1910,
Pitlochry 1913 und Petschili 1919.
Die 1926 in Dienst gestellte Padua wurde auf derselben Bauwerft Joh. C. Tecklenborg wie die Pangani in Anlehnung an deren Schiffsriss gebaut, war jedoch kein Schwesterschiff.

## Schiffsdaten
- Konstruktion: Rumpf aus Stahl (genietet) als Dreiinselschiff mit Back, Poop und Mittschiffsinsel
- Rigg: Standardrigg Viermastbark: doppelte Mars- und Bramrahen, Royals; Besanmast als Pfahlmast (Untermast und Stenge ein Stück) mit zwei Gaffeln
- Anzahl der Decks: 2 durchgehende Decks, Back-, Poop- und Mittschiffsdeck
- Unterscheidungssignal: RMTB
- Baukosten: 650.000,00 Mark
- Jungfernfahrt: April 1903 nach Valparaíso
- Erster Schiffsführer: Julius Schmidt (1868-nach 1930) (führte zwischen 1903 und 1905 4 Rund-Reisen durch)
- weiterer Kapitän: Wilhelm Max Ferdinand Junge (1868–1913) (führte zwischen 1907 und 1913 8 Rund-Reisen durch).[3]
- Schiffs-Winde mit GNOM-Petroleum-Motor der Motoren-Fabrik Oberursel, hinter dem Fockmast Vorderkante Luke II und vor dem Hauptmast Achterkante Luke III[4]

Die Besatzung der Pangani bestand aus 34 Mann, dem Kapitän, 3 Offizieren, 24 Matrosen, dem Bootsmann, Segelmacher, Koch, Schmied, Steward und dem Kajütsjungen. Es gab zwei Wachen zu je 12 Mann, die sich aus einem Drittel erfahrener Matrosen, 17- bis 20-jährigen Leichtmatrosen und 14- bis 16-jährigen Jungen zusammensetzten. Eine Besatzungsstärke von 33 – 34 Mann war auf allen Laeisz'sehen Viermastbarken, die nach der Pangani gebaut wurden, üblich.